# Alex Lowry
Alex Lowry, né le 23 juin 2003 à Uddingston, est un footballeur écossais qui évolue au poste de milieu offensif au Rangers FC.

## Biographie

### Carrière en club
Formé au Rangers FC, qu'il a rejoint à dix ans, Lowry joue son premier match avec l'équipe première du club le 21 janvier 2022, remplaçant Ianis Hagi en première mi-temps d'un match de Coupe d'Écosse contre Stirling Albion.
Alex Lowry fait ses débuts en Ligue des champions le 1er novembre 2022, entrant en jeu lors du match de poule du Rangers FC contre l'Ajax.

### Carrière en sélection
Lowry est international écossais en équipes de jeunes, ayant connu la plupart de ces sélection junior, jusqu'à être appelé en équipe d'Écosse espoirs en mai 2022.

## Statistiques
| Saison                | Club                  | Championnat             | Championnat | Championnat | Coupe(s) nationale(s) | Coupe(s) nationale(s) | Compétition(s) continentale(s) | Compétition(s) continentale(s) | Compétition(s) continentale(s) | Total | Total |
| Saison                | Club                  | Division                | M.          | B.          | M.                    | B.                    | Comp.                          | M.                             | B.                             | M.    | B.    |
| 2021-2022             | Rangers FC            | Scottish Premier League | 4           | 1           | -                     | -                     | C1+C3                          | -                              | -                              | 4     | 1     |
| 2022-2023             | Rangers FC            | Scottish Premier League | 5           | 0           | 4                     | 1                     | C1                             | 1                              | 0                              | 10    | 1     |
| Total sur la carrière | Total sur la carrière | Total sur la carrière   | 9           | 1           | 4                     | 1                     | -                              | 1                              | 0                              | 14    | 2     |